# Nationale Evangelische Kirche Homs
Die Nationale Evangelische Kirche Homs (arabisch الكنيسة الانجيلية الوطنية المشيخية بحمص) ist die Kirche der Nationalen Evangelischen Synode in Syrien und Libanon am westlichen Rand der Altstadt der syrischen Stadt Homs.

## Standort
Die Nationale Evangelische Kirche steht im Nordabschnitt der Straße al-Abrar („der Gerechte“, الأبرار, DMG al-ʿAbrār) am westlichen Rand der Altstadt von Homs gegenüber der Dschamal-ad-Din-Moschee (جامع جمال الدين) und als direkter südlicher Nachbar der Dhi'l-Kala'-al-Himyari-Moschee (مسجد ذي الكلاع الحميري), kaum 100 m südlich der Kirche Maria Königin des Friedens. Nordöstlich, ebenfalls weniger als 100 m entfernt, steht das Jesuitenkloster (دير الآباء اليسوعيين) mit seiner Schule, wo sich auch das Grab des 2014 von Rebellen der al-Nusra-Front exekutierten Jesuitenpaters Frans van der Lugt befindet. Nicht in direkter Nähe befindet sich die Nationale Evangelische Schule Homs, sondern rund 700 m weiter südlich.

## Geschichte
Seit den 1850er Jahren waren presbyterianische Missionare aus den USA im damals zum Osmanischen Reich gehörenden Homs anwesend, erwarben ein Kirchengrundstück und gründeten dort 1855 eine Grundschule. Auch das Kirchengebäude entstand in dieser Zeit. Die Schule wurde 1905 zu einer weiterführenden Schule ausgebaut. 1920 gründeten die presbyterianischen Kirchengemeinden in Syrien und Libanon die Nationale Evangelische Synode Syriens und Libanons.
Im Bürgerkrieg in Syrien griff am 26. Februar 2012, dem so genannten „Schwarzen Sonntag“, eine bewaffnete Rebellengruppe mehrere Kirchen in Homs an, darunter die Nationale Evangelische Kirche Homs, deren Dach durch einen Volltreffer mit einer Rakete zerstört wurde. Die Kirchenbibliothek mit ihren zahlreichen Bibeln brannte ebenso nieder wie sämtliche Holzteile – Türen, Fester und das Kreuz. Allerdings konnte ein Kirchenmitglied das Archiv vor der Vernichtung retten. Große Teile der Stadt kamen unter Kontrolle der Rebellen – auch die Nationale Evangelische Kirche – und etwa 50.000 Christen verließen die Stadt. In der Folge organisierte die Nationale Evangelische Synode in Syrien und Libanon Hilfe für die Flüchtlinge. Das schwer beschädigte Gebäude der Nationalen Evangelischen Kirche diente den islamistischen Rebellen nun als Wehrerfassungsstelle, und in den Kellerräumen wurden die Kämpfer in radikalen islamistischen Lehren unterrichtet. Die Kämpfe um Homs dauerten bis 2014 an. Wie die evangelische Kirche trugen dabei auch die beiden benachbarten Moscheen und die Schule des nahe gelegenen Jesuitenklosters schwere Schäden davon. Ab 2015, nach dem Rückzug der Rebellen aus Homs, bestand die Hilfe der Evangelischen Synode unter anderem im Wiederaufbau von 44 Häusern in der Altstadt von Homs. 2016 erweiterte die Kirche ihre Hilfen auf Unterstützung mit Schul- und Ausbildungsmaterialien, Heiz- und Mietkosten sowie medizinische Hilfe.
Durch Unterstützung des Gustav-Adolf-Werks konnte die Kirche zügig wieder aufgebaut werden, ebenso wie auch die Kirchenbibliothek, die zugehörige Schule und das Altersheim. Der erste Gottesdienst in der rekonstruierten Kirche konnte am 25. Dezember 2015 abgehalten werden. Im Oktober 2017 hatte die vom Pastor Mofid Karajili geleitete Nationale Evangelische Gemeinde von Homs noch etwa 500 Mitglieder, von denen durchschnittlich 100 zu den sonntäglichen Gottesdiensten kamen. Viele von ihnen waren aus der Umgebung oder anderen Orten nach Homs zurückgekehrt. Nach den Worten des Pastors Mofid Karajili ist die Kirche zu einem lebendigen Ort der Hoffnung geworden, an dem es seine ihm von Gott zugedachte Aufgabe sei, da zu sein und „Hoffnung zu säen“. Mofid Karajili stammt aus al-Qamischli, studierte in Kairo Theologie und war von 2004 bis 2011 evangelischer Pastor in Idlib, einer Stadt, aus der seit der Einnahme durch islamistische Rebellen im März 2015 sämtliches christliches Leben verschwunden ist. 2011 kam er von Idlib zur evangelischen Gemeinde in Homs. Ende 2018 zwangen den 40-jährigen Pastor gesundheitliche Probleme, seinen Beruf aufzugeben, so dass er der Homser Gemeinde verlorenging. Im Anschluss schrieb er an einer Masterarbeit in Beirut (Libanon) zum Thema „Der historische Jesus“.

## Architektur
Wie andere evangelische Kirchen Syriens ist die Nationale Evangelische Kirche Homs schlicht gehalten. Sie hat einen rechteckigen Grundriss und ein Satteldach. Das Gebäude steht in Nord-Süd-Richtung fast parallel, also traufständig zur östlich davon verlaufenden Straße al-Abrar. Auf der südöstlichen Ecke des Kirchenbaus steht der kleine, durch helle und dunkle Mauersteine schwarz-weiß gemusterte, offene Glockenturm mit quadratischem Querschnitt und einem dreidimensionalen, dreibalkigen Kreuz auf seinem flachen Dach. Auf Grund der höheren Bebauung in der Umgebung ist das Gebäude eher unauffällig.